# Тельтов-Флемінг (район)
Тельтов-Флемінг (нім. Landkreis Teltow-Fläming) — район у Німеччині, у землі Бранденбург. Центр району — місто Луккенвальде. Площа - 2 092 км². Населення району становить 171 554 осіб (станом на 31 грудня 2020). Густота населення - 77 осіб/км². Офіційний код району - 12 0 72. 

## Міста та громади
Район складається з 6 самостійних міст, 7 самостійних громад, а також одного міста і 2 громад (нім. Gemeinden), об'єднаних до одного об'єднання громад (нім. Ämt).
Дані про населення наведені станом на 31 грудня 2020. Зірочкою (*) позначений центр об'єднання громад.
|  | Самостійні міста: 1. Барут (4225) 2. Луккенвальде (20586) 3. Людвігсфельде (26936) 4. Треббін (9728) 5. Цоссен (20182) 6. Ютербог (12423) Самостійні громади: 1. Ам-Меллензе (6946) 2. Бланкенфельде-Малов (28606) 3. Гросберен (8804) 4. Нідергерсдорф (6141) 5. Нідерер-Флемінг (3028) 6. Нуте-Урштромталь (6565) 7. Рангсдорф (11423) | Об'єднання громад: - Даме (8989) 1. Даме, місто (4862) 2. Даметаль (453) 3. Ілов (646) |

## Населення
| Рік  | Населення |
| ---- | --------- |
| 1990 | 150.136   |
| 1991 | 147.388   |
| 1992 | 147.160   |
| 1993 | 145.932   |
| 1994 | 146.785   |
| 1995 | 148.133   |
| 1996 | 150.241   |
| 1997 | 153.244   |
| 1998 | 155.895   |
| 1999 | 158.326   |

| Рік  | Населення |
| ---- | --------- |
| 2000 | 159.735   |
| 2001 | 160.414   |
| 2002 | 160.708   |
| 2003 | 161.146   |
| 2004 | 161.400   |
| 2005 | 161.902   |
| 2006 | 162.383   |
| 2007 | 162.320   |
| 2008 | 162.073   |
| 2009 | 161.847   |

| Рік  | Населення |
| ---- | --------- |
| 2010 | 161.386   |
| 2011 | 159.511   |
| 2012 | 159.686   |
| 2013 | 160.448   |
| 2014 | 161.488   |
| 2015 | 163.553   |